# FC Utrecht in het seizoen 1970/71
Het seizoen 1970/1971 was het eerste jaar in het bestaan van de Utrechtse betaaldvoetbalclub FC Utrecht. Aan het eind van het vorige seizoen maakten de drie Utrechtse clubs (DOS, Elinkwijk en Velox) bekend te gaan fuseren en verder te gaan als FC Utrecht, zij namen de Eredivisielicentie van DOS over, de licenties van Elinkwijk en Velox kwamen te vervallen. De club kwam uit in de Eredivisie en eindigde daarin op de negende plaats. Tevens deed de club mee aan het toernooi om de KNVB beker, hierin werd in de tweede ronde verloren van DWS (0–2).

## Wedstrijdstatistieken

### Eredivisie
|       | ADO   | Ajax  | AZ '67 | DWS   | Excelsior | Feijenoord | Go Ahead | Haarlem | Holland Sport | MVV   | NAC   | N.E.C. | PSV   | Sparta | Telstar | FC Twente '65 | Volendam |
| ----- | ----- | ----- | ------ | ----- | --------- | ---------- | -------- | ------- | ------------- | ----- | ----- | ------ | ----- | ------ | ------- | ------------- | -------- |
| Thuis | 3 – 1 | 0 – 3 | 2 – 0  | 2 – 1 | 1 – 0     | 1 – 2      | 4 – 1    | 1 – 0   | 2 – 0         | 0 – 0 | 0 – 0 | 3 – 0  | 0 – 3 | 1 – 1  | 4 – 1   | 1 – 2         | 2 – 2    |
| Uit   | 4 – 0 | 7 – 1 | 1 – 3  | 2 – 2 | 1 – 2     | 4 – 1      | 2 – 0    | 1 – 1   | 1 – 1         | 6 – 0 | 1 – 2 | 2 – 1  | 4 – 1 | 3 – 1  | 3 – 0   | 2 – 0         | 2 – 3    |

### KNVB beker
| 1e ronde                                            | FC Utrecht                                | 3 – 1 (1 – 1) | Eindhoven         |
| 16 augustus 1970 Plaats: Utrecht Galgenwaard        | Tonnie Nieuwenhuys 7' Marco Cabo 51', 72' |               | 44' Jan van Dorst |
| 2e ronde                                            | DWS                                       | 2 – 0 (2 – 0) | FC Utrecht        |
| 8 november 1970 Plaats: Amsterdam Olympisch Stadion | Karel Bonsink 20' Klaas Nuninga 43'       |               |                   |

## Statistieken FC Utrecht 1970/1971

### Eindstand FC Utrecht in de Nederlandse Eredivisie 1970 / 1971
| Stand | Gespeeld | Gewonnen | Gelijk | Verloren | Punten | Doelpunten voor | Doelpunten tegen |
| ----- | -------- | -------- | ------ | -------- | ------ | --------------- | ---------------- |
| 9e    | 34       | 13       | 7      | 14       | 33     | 46              | 64               |

### Topscorers
| #      | Naam               | Goal |
| ------ | ------------------ | ---- |
| 1.     | Jan Groenendijk    | 18   |
| 2.     | John Steen Olsen   | 5    |
| 2.     | Leo van Veen       | 5    |
| 4.     | Leen van de Merkt  | 4    |
| 5.     | Tonnie Nieuwenhuys | 3    |
| 5.     | Hans Visser        | 3    |
| 7.     | Cor Hildebrand     | 2    |
| 7.     | Dick Teunissen     | 2    |
| 9.     | Jan Blaauw         | 1    |
| 9.     | Ed van Stijn       | 1    |
| Totaal | Totaal             | 43   |

| #      | Naam               | Goal |
| ------ | ------------------ | ---- |
| 1.     | Marco Cabo         | 2    |
| 2.     | Tonnie Nieuwenhuys | 1    |
| Totaal | Totaal             | 3    |

## Voetnoten
ADO ·
Ajax ·
AZ '67 ·
DWS ·
Excelsior ·
Feijenoord ·
Go Ahead ·
Haarlem ·
Holland Sport ·
MVV ·
NAC ·
N.E.C. ·
PSV ·
Sparta ·
Telstar ·
FC Twente '65 ·
FC Utrecht ·
Volendam